# 南雲佑介
南雲 佑介（なぐも ゆうすけ、1948年9月8日 - ）は、日本の俳優。沖縄県宮古島出身。宝井プロジェクト所属。かつては太田プロダクションに所属していた。

## 人物
身長177cm。体重73kg。血液型はB型。特技は柔道、殺陣。
旧芸名は南雲 祐介、南雲 勇助、南雲 勇介。
1989年、映画『真夜中の河』の制作で、ヨコハマ映画祭審査員特別賞を受賞。
テレビドラマでは『北の国から』にて松下豪介（クマさん）役でレギュラー出演した。

## 出演

### 映画
- けんか空手 極真拳（1975年） - 船山啓也
- トラック野郎
  - トラック野郎・望郷一番星（1976年） - 丹頂鶴
  - トラック野郎・度胸一番星（1977年） - 沖縄
- 必殺女拳士（1976年） - 増子
- 詩雨おばさん（1977年）
- 多羅尾伴内 鬼面村の惨劇（1978年） - 尾崎
- 駅 STATION（1981年） - 山とりの男
- 探偵物語（1983年） - 黒背広の男
- マルサの女（1987年） - 蜷川の子分
- 真夜中の河（1988年） - 山根 役[注 1]
- またまたあぶない刑事 （1988年、東映） - 長峰の手下
- 極道の妻たち
  - 極道の妻たち 最後の戦い（1990年） - 岡城吉
  - 極道の妻たち 地獄の道づれ（2001年）
- 天と地と（1990年） - 北条高広
- ワールド・アパートメント・ホラー（1991年） - 花井
- 極東黒社会（1993年）
- 実録・夜桜銀次2（2001年）
- 天使の牙B.T.A.（2003年）

### テレビドラマ
NHK
- 大河ドラマ
  - 毛利元就（1997年） - 南菅兵衛尉 役
  - 葵 徳川三代（2000年） - 新納旅庵 役
- 坊さんが、ゆく（1998年 - 1999年）
- 連続テレビ小説 / ちゅらさん（2001年） - 内間校長 役

日本テレビ
- 大激闘マッドポリス'80 第1話（1980年）
- 火曜サスペンス劇場 / 明日を待つ女 時効まであと5日…（1990年）
- 西遊記 第6話（1994年） - 外道神
- リモート 第5話（2002年） - 村西洋介

TBS
- 刑事くん
  - 第4部 第54話（1975年）
  - 第5部 第7話（1976年）
- 噂の刑事トミーとマツ2 第2話（1982年）
- トリマー花子のワンニャン日記（1989年）
- 大岡越前 第13部 第3話（1992年） - 丑五郎
- 百年の物語 第2夜（2000年）
- ホットマン（2003年）

フジテレビ
- 北の国からシリーズ - 松下豪介（クマさん） 
  - 連続ドラマ版（1981年 - 1982年）
  - 北の国から'83冬（1983年）
  - 北の国から'84夏（1984年）
  - 北の国から'87初恋（1987年）
  - 北の国から'89帰郷（1989年）
  - 北の国から'92巣立ち（1992年）
- 佐武と市捕物控（1982年）
- ライスカレー 第10話（1986年）
- Days（1998年）
- ウソコイ（2001年）
- WATER BOYS 2005夏（2005年） - 堀田善次郎
- SUITS/スーツ（2018年） ‐ 木嶋浩喜
- ストロベリーナイト・サーガ（2019年） ‐ 西堂神矢

テレビ朝日
- ザ・カゲスター 第2話（1976年） - 黄金魔人 / 金斗雲
- 秘密戦隊ゴレンジャー 第57話（1976年）- 喫茶店でペギーを探す男
- 祭が終ったとき（1979年） - 店長 役
- 西部警察シリーズ
  - 西部警察 (PART1) 第22話（1980年） - 中野総業幹部(口ひげ)
  - 西部警察 PART-II 第8話（1982年） - 西谷
  - 西部警察 PART-III（1984年）
    - 1984年正月特番「燃える勇者たち」 - 小山内の部下（国際強盗組織一味）
    - 第36話「対決!! マグナム44」 - 香港マフィア日本支部構成員
    - 第64話「14年目の賭け」 - 強盗一味
- 爆走!ドーベルマン刑事 第14話（1980年）
- ザ・ハングマンシリーズ
  - 新ハングマン 第11話（1983年） - ピンクサロン店長
  - ザ・ハングマン4 第4話（1984年）
- 必殺仕事人V・風雲竜虎編 第13話（1987年） - 石黒典膳
- ゴリラ・警視庁捜査第8班 第14話（1989年）
- 特救指令ソルブレイン 第50話（1992年、テレビ朝日） - ミスターX
- 相棒
  - season13 第5話「最期の告白」（2014年11月12日）- 牢名主
  - season15 第3話「人生のお会計」（2016年10月26日）- 佐山泰三（銀星会会長）
- スペシャリスト 第8、9話（2016年） - 郡司喜作
- 仮面ライダービルド 第3話（2017年9月17日） - 五十嵐
- やすらぎの刻〜道（2019年） - ポチ

テレビ東京
- 忍者キャプター
  - 第4話「空飛ぶタコ忍者! 空中戦!!」（1976年）-  人ダコ
  - 第41話「笑う人形」（1977年）- 甲賀魔利緒
- スパイダーマン 第12話（1978年）- ギル（犯罪シンジケート メノウの知恵袋）
- ミラクルガール 第12話「女は銃と色気で勝負する」（1980年）
- 大江戸捜査網 第3シリーズ
  - 第466話「おんなの肌は二度燃える」（1982年） - 銀次
  - 第503話「刺青連続殺人! 宿命の父娘」（1983年） - ムササビの秀
- 女無宿人 半身のお紺 第3話（1991年）

### バラエティ
- ハイ&ローシリーズ（TBS） - パートナー
  - 貴女も社長 ハイ&ロー（1984年 - 1985年）
  - 社長かヒラか! ハイ&ロー（1985年）

### Vシネマ
- LAST BRONX 東京番外地（1996年）
- 男たちの遊戯（2001年）